# Giovanbattista Fazzolari
Giovanbattista Fazzolari (Messina, 24 febbraio 1972) è un politico italiano.
Dal 23 marzo 2018 senatore della Repubblica per Fratelli d'Italia e dal 2 novembre 2022 sottosegretario di Stato alla Presidenza del Consiglio dei ministri con delega all'attuazione del programma di governo nel governo Meloni.

## Biografia
Nasce a Messina, ma ad oggi vive nella frazione di Fregene a Fiumicino (Roma), in una famiglia di origini siciliane e calabresi, sua madre Angelica Bellantone è una professoressa messinese originaria di Villafranca Tirrena, mentre suo padre, Michele Lucia Fazzolari, è un diplomatico reggino originario di Bovalino e suo nonno, del quale porta nome e cognome, aveva un importante biscottificio; è cresciuto all’estero al seguito del padre tra Francia, Argentina e Turchia.
Diplomatosi al liceo francese Chateaubriand di Roma nel 1989, si è poi laureato in economia e commercio alla Università di Roma "La Sapienza", svolgendo poi il corso post laurea in Operatore della Comunità europea presso la Scuola italiana per l'organizzazione internazionale.
Ha svolto per cinque anni l’incarico di dirigente dell'Aeroporti e Infrastrutture strategiche della Regione Lazio, in questo contesto è stato nominato Mobility Manager della Regione Lazio e referente anticorruzione della Direzione regionale Territorio Urbanistica e Mobilità. È stato partner della società Ares consulenze s.r.l. per la quale ha diretto diversi progetti come la rete di sportelli Fare Impresa e il progetto Imprenditori del Domani realizzato con l’Università La Sapienza.
Dal 2002 al 2004 è stato vice-commissario del Parco naturale regionale Monti Simbruini del Lazio. Attualmente è un libero professionista dal 2017.

## Attività politica

### Gli inizi nel MSI e AN
Inizia la sua attività politica nel 1989, a 17 anni, come militante nella sezione romana del Fronte della Gioventù, l'organizzazione giovanile del Movimento Sociale Italiano-Destra Nazionale (MSI-DN), che con la sua confluenza in Azione Giovani (AG), la nuova organizzazione giovanile di Alleanza Nazionale (AN), diventa il primo presidente provinciale di Roma di Azione Universitaria (ramo universitario di AG); nel congresso dove avvenne la svolta di Fiuggi di Gianfranco Fini, che portò nel 1995 allo scioglimento del MSI-DN e la fondazione di AN, è stato un delegato dell'assemblea costituente del partito.

### Collaboratore di Giorgia Meloni
Durante gli anni in Azione Giovani si affianca politicamente a Giorgia Meloni, diventando un suo stretto collaboratore, occupandosi di elaborazione politica, studio e analisi, facendole da consigliere giuridico quando era vicepresidente della Camera dei deputati durante la XV legislatura, e successivamente da capo della sua segreteria tecnica quando era Ministro per la gioventù nel quarto governo presieduto da Silvio Berlusconi.

### Elezione a senatore
A dicembre 2012 partecipa alla scissione del PdL guidata da Meloni, Ignazio La Russa e Guido Crosetto che porta alla nascita di Fratelli d'Italia (FdI), diventando Responsabile del programma elettorale, vicinissimo alla presidente del partito Meloni e definito “il Gianni Letta di Fratelli d’Italia”, con cui alle elezioni politiche del 2018 viene candidato al Senato della Repubblica, tra le sue liste nel collegio plurinominale Piemonte - 02, risultando eletto senatore. Nella XVIII legislatura della Repubblica è stato componente della 14ª Commissione Politiche dell'Unione europea e della delegazione italiana presso l'Assemblea parlamentare dell'Iniziativa centro europea, segretario della Commissione speciale per l'esame degli atti urgenti presentati dal Governo e vicepresidente della Commissione parlamentare per il controllo sull'attività degli enti gestori di forme obbligatorie di previdenza e assistenza sociale, oltre a farsi autore di un emendamento che ha liberalizzato i proiettili calibro 9x19 mm parabellum.

### Sottosegretario al programma di governo
Alle elezioni politiche anticipate del 2022 viene ricandidato al Senato, come capolista di FdI nel collegio plurinominale Puglia - 01, venendo rieletto senatore a Palazzo Madama. Nella XIX legislatura è membro della 3ª Commissione Affari esteri e difesa, venendo sostituito per l'incarico di governo che occupa da Antonella Zedda.
Con la vittoria della coalizione di centro-destra alle politiche del 2022 e la seguente nascita del governo presieduto da Giorgia Meloni, il 31 ottobre 2022 viene indicato dal Consiglio dei Ministri come sottosegretario di Stato alla Presidenza del Consiglio dei ministri con delega all'attuazione del programma di governo nell'esecutivo Meloni, entrando in carica dal 2 novembre seguente.
Ad agosto 2023 viene designato quale Responsabile sia della comunicazione di Fratelli d'Italia che del governo italiano e dell'ufficio stampa della Presidenza del Consiglio, entrando in carica il 1º settembre.

## Controversie

### Attacchi al presidente della Repubblica Mattarella
Nel corso degli anni Fazzolari ha attaccato più volte il presidente della Repubblica Sergio Mattarella, definendolo «un aspirante demonio», «un rottame» e «oltre i confini del ridicolo» in post sui social che ha cancellato durante la formazione del governo Meloni, in cui è stato nominato sottosegretario.

### Polemica con Bankitalia
A dicembre 2022, in risposta alle critiche della Banca d'Italia sulla legge di bilancio 2023, ha fatto delle dichiarazioni in cui ha lasciato intendere che la Banca è controllata dalle banche private. Fonti di governo hanno dichiarato che nelle parole di Fazzolari non c’era nessuna «volontà di mettere in discussione l’autonomia della Banca d’Italia».

### Spionaggio di Ranucci
A marzo 2025 Sigfrido Ranucci, giornalista e conduttore televisivo del programma Report, ha dichiarato di avere la certezza di essere stato vittima di uno spionaggio da parte dei servizi segreti, disposto ai suoi danni da Fazzolari, in almeno tre occasioni. In merito alle accuse Fazzolari ha negato e replicato che Ranucci ne «risponderà in tribunale»; successivamente ha richiesto un risarcimento da 50mila euro contro Ranucci, dopo che quest'ultimo ha ribadito le accuse durante un'audizione al Parlamento europeo.

### Scalata del Mps su Mediobanca
A giugno 2025 Report realizza un inchiesta che ha ricostruito la scalata del Monte dei Paschi di Siena (Mps) su Mediobanca, dove Fazzolari, secondo la testimonianza di un ex dirigente della banca svizzera UBS, ha partecipato, in rappresentanza del governo italiano assieme a Gaetano Caputi (capo di gabinetto alla Presidenza del Consiglio che segue i dossier finanziari), ad un incontro, decisivo per dare il via libera del governo alla scalata, con dei rappresentanti di due banche d’affari a Palazzo Chigi.
Successivamente la procura di Milano ha aperto un procedimento d'indagine “sulle anomalie che riguardano la vendita dell’ultima tranche di quote di Mps detenute dal ministero dell’Economia". Di tutta risposta Fazzolari, che assieme a Caputi ha smentito la vicenda e Report ha dato spazio anche alle loro versioni nel corso della puntata, sul sito e sui propri canali social, ha richiesto un risarcimento da 100mila euro alla Rai "ritenendo di aver subito un danno reputazionale".